# Wielkie kąpiące się (obraz Paula Cézanne’a)
Wielkie kąpiące się (fr. Les Grandes Baigneuses) – obraz Paula Cézanne’a, namalowany ok. 1906 roku. Obecnie mieści się w Philadelphia Museum of Art.
Jest to największy z cyklu obrazów tworzonych w latach 1898–1906, przedstawiających grupę kobiet kąpiących się w rzece. Cézanne koncentrował się na wybranym temacie wielokrotnie dążąc do jego najtrafniejszego ujęcia. Kompozycja została zbudowana na podstawie trójkąta, tworzonego przez pochyłe pnie drzew. Grupy kobiet tworzą z kolei dwa mniejsze trójkąty. Monumentalne, wydłużone figury kobiet ukazane zostały z różnych perspektyw.
W 1937 roku obraz został zakupiony przez Philadelphia Museum of Art za 110 tysięcy dolarów.